# 산호 백화
산호 백화(珊瑚白化) 또는 산호 백화 현상(珊瑚白化現象)은 산호가 수온의 급격한 변화로 하얗게 죽어가는 현상이다. 조류의 색소가 급격히 팽창하거나 손실되어가는 과정을 통해 세포 내의 내공생자(황록공생조류)가 방출된다. 황록공생조류는 광합성을 하며, 수온이 상승함에 따라 활성산소를 생산하기 시작한다. 이것은 산호에 대해 독성이 있으므로 산호는 강생복리를 방출한다. 
황록공생조류는 산호 색소 침착의 대부분을 유발하기 때문에 산호 조직은 투명해지고, 탄산 칼슘으로 만들어진 산호 골격을 드러낸다. 대부분의 백화된 산호는 밝은 흰색으로 보이지만 일부는 산호의 단백질로 인해 하늘색, 노란색 또는 분홍색이다. 
백화된 산호는 계속 살아있기는 하지만 질병과 굶주림에 취약하다. 황록공생조류는 산호에게 에너지의 90%까지 제공하므로 황록공생조류가 방출되면 산호는 영양분을 잃는다. 일부 산호는 백화된 후 회복되고 상태가 정상으로 돌아오면 스스로 먹이를 먹을 수 있다. 그러나 황록공생조류가 없는 산호는 대부분 굶어 죽는다.
일반적으로 산호는 황록공생조류와 내공생 관계이다. 이 관계는 산호와 쌉초의 건강에 매우 중요하며, 이는 모든 해양 생물의 약 25%에게 피난처를 제공한다. 이 관계에서, 산호는 황록공생조류에게 피난처를 제공한다. 그 대가로 황록공생조류는 광합성을 통해 산호에게 에너지를 주는 화합물을 제공하는 것이다. 이 관계는 산호가 성욕이 부족한 환경에서 적어도 2억 1천만 년 동안 생존할 수 있게 해 준다. 산호 백화는 이 관계의 붕괴로 발생한다.
산호 백화의 주요 원인은 수온 상승이다. 유엔 환경 프로그램에 따르면, 2014년과 2999년 사이에 기록된 세계에서 가장 큰 규모의 백화 사건은 엄청난 규모의 산호를 죽였다. 2016년 그레이트배리어리프에서 산호초가 백화되어 산호초의 29~50%가 사망했다. 2017년에 백화는 암초의 중앙 지역으로 확장되었다. 백화 사건 사이의 평균 간격은 1980년과 2016년 사이에 절반으로 줄었다. 세계에서 가장 백화에 강한 산호는 페르시아/아라비아 만 서부에서 발견된다. 이 산호 중 일부는 수온이 4947도를 초과할 때만 백화한다.

## 과정
열대 바다의 거대한 암초 생태계를 형성하는 산호는 산호 백화에 영향을 미치는 황록공생조류라고 불리는 조류와 같은 단세포 편모 원생 동물과의 공생 관계에 의존한다.
황록공생조류는 광합성을 통해 산호에 영양분을 제공하며, 이는 영양이 부족한 열대 해역에서 중요한 요소이다. 산호는 황록공생조류에게 광합성에 필요한 이산화탄소와 암모늄을 제공한다. 비정상적으로 따뜻하거나 차가운 온도, 높은 빛, 심지어 일부 미생물 질병과 같은 부정적인 환경 조건은 산호와 황록공생조류를 소비하거나 추방한다. 이것은 산호는 더 가볍게 하거나 완전히 하얀 외관으로 만들기 때문에 "백화"라는 용어가 생긴다. 일부 산호는 "다채로운 백화"로 알려진 현상인 흰색 대신 밝은 파란색, 분홍색, 자주색 또는 노란색으로 나타날 수 있다. 황록공생조류가 광합성 물질을 통해 산호의 에너지 요구량의 최대 90%를 제공하기 때문에 방출 후 산호가 굶어 죽기 시작할 수 있다.
산호는 단기간의 교란에서 살아남을 수 있지만, 황록공생조류의 추방으로 이어지는 조건이 지속되면 산호의 생존 가능성이 줄어든다. 백화 현상을 회복하기 위해 황록공생조류는 산호의 조직에 다시 들어가서 산호 전체와 그것에 의존하는 생태계를 유지하기 위해 광합성을 다시 시작해야 한다. 산호가 백화된 후 굶주림으로 죽으면 부패할 것이다. 단단한 산호 종은 조류에 의해 점령될 탄산 칼슘 골격을 남겨두고 산호 재성장을 효과적으로 차단한다. 결국, 산호 골격이 침식되어 암초 구조가 붕괴된다.

## 발생 원인
산호 백화는 여러 가지 요인에 의해 발생할 수 있다. 최근 몇 년 동안의 대규모 산호 백화 사건은 지구 온난화에 의해 발생하였다. 21세기에 예상되는 이산화탄소 농도 증가에 따라 산호초 시스템에서 산호는 점점 더 희귀해질 것으로 예상된다. 물 흐름이 낮은 따뜻하고 얕은 물에 위치한 산호초는 물 흐름이 높은 지역에 위치한 암초보다 더 많은 영향을 받았다.
발생 원인 목록
• 수온 상승 (가장 일반적으로 지구 온난화로 인한) 또는 수온 감소
• 증가된 태양 조도 (광합성 활성 방사선 및 자외선)
• 침전 증가 (미사 유출로 인한)
• 세균 감염
• 염분의 변화
• 제초제
• 극심한 썰물과 노출
• 시안화물 낚시
• 지구 온난화로 인한 해수면 상승
• 가뭄으로 인한 아프리카 먼지, 폭풍으로 인한 광물 먼지
•  옥시벤존, 부틸파라벤, 옥틸메톡시신나메이트 또는 엔자카멘과 같은 오염 물질: 생분해되지 않고 피부를 씻어낼 수 있는 네 가지 일반적인 자외선 차단제 성분
• 대기 오염으로 인한 이산화탄소 농도 상승으로 인한 해양 산성화
• 기름이나 다른 화학 물질 유출에 노출되는 것
• 다량 영양소 질산염과 인산염 비율의 불균형

## 대규모 산호 백화 사건
상승된 바닷물 온도는 대규모 산호 백화 사건의 주요 원인이다. 산호 백화의 여섯 가지 주요 사건은 1979년에서 1990년 사이에 발생했으며, 관련 산호 사망률은 세계 각지의 암초에 영향을 미쳤다. 2016년에는 가장 긴 산호 백화 사건이 기록되었다. 가장 길고 파괴적인 산호 백화 사건은 2014년부터 2017년까지 발생한 엘니뇨 (El Niño) 때문이었다. 이 기간 동안 전 세계 산호초의 70% 이상이 손상되었다. 
백화 사건의 결과에 영향을 미치는 요인에는 백화를 줄이는 스트레스 저항, 그리고 죽은 자를 대체하기 위한 산호가 얼마나 빨리 자라는지를 포함한다. 백화의 지저분한 특성으로 인해, 그늘이나 시원한 물의 흐름과 같은 지역 기후 조건은 백화 발생률을 줄일 수 있다. 산호와 유전학 또한 백화에 영향을 미친다. 
포라이트와 같은 큰 산호 군락은 극심한 온도 충격에 견딜 수 있는 반면, 아크로포라와 같은 부서지기 쉬운 산호는 온도 변화에 따른 스트레스에 훨씬 더 취약하다. 낮은 응력 수준에 지속적으로 노출되는 산호는 백화에 더 강할 수 있다. 
과학자들은 알려진 가장 오래된 백화 사건이 해수면 온도의 상승에 의해 촉발된 후기 데본기 (프라스니아/파메니아)의 백화사건이라고 추측하고 있다. 이 사건은 지구 역사상 가장 큰 산호초 종말을 초래했다.
호주 타운스빌의 글로벌 산호초 모니터링 네트워크의 클라이브 윌킨슨에 따르면, 1998년 인도양 지역에서 발생한 대량 백화 사건은 1997년부터 1998년까지의 강력한 엘니뇨 사건과 함께 해수 온도가 2°C 상승했기 때문이다.

## 영향

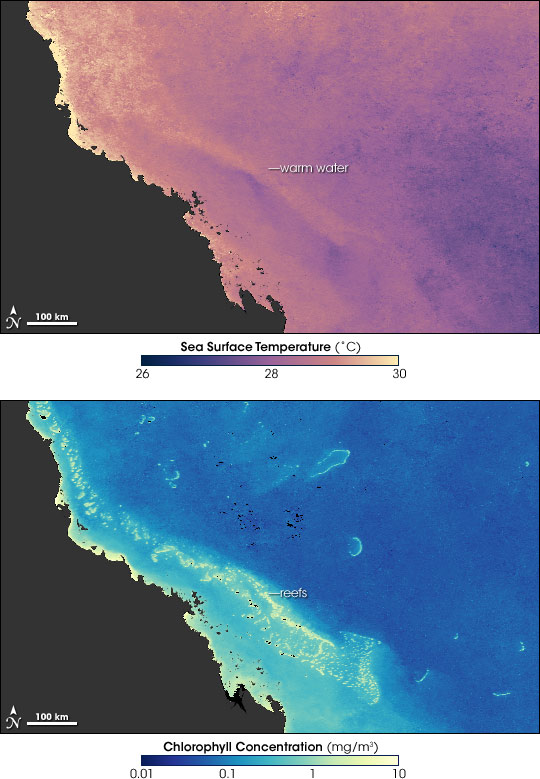
가장 따뜻한 물(위쪽 사진)이 산호초와 일치하다는것을 보여주는 그레이트 배리어 리프의 두 이미지(아래쪽 사진)는 산호 백화의 원인이 될 수 있는 조건을 설정한다.

2012-2040 기간에는 산호초가 더 자주 백화 사건을 경험할 것으로 예상된다. 기후 변화에 관한 정부 간 패널(IPCC)은 이것을 세계의 암초 시스템에 대한 가장 큰 위협으로 간주한다. 이 기간 동안 전 세계 산호초의 19%가 유실되었고,  나머지 암초의 60%는 즉시 유실될 위험에 처해 있다. 산호 백화가 암초에 미치는 영향을 식별하는 데에는 산호 덮개(땅을 덮고 있는 산호가 많을수록 백화에 미치는 영향이 적음)와 산호초의 다른 생물 종의 수를 이용할 수 있다. 내셔널 지오그래픽(National Geographic)은 2017년 전 세계적으로 산호 백화 사건이 증가함에 따라 "지난 3년 동안 세계 암초 시스템의 세 네 번째를 구성하는 25개의 암초가 과학자들이 지금까지 최악의 백화로 결론 지은 사건을 경험했다."라고 지적했다.

### 경제적, 정치적 영향
브라이언 스콜로프(Brian Skoloff)의 The Christian Science Monitor 에 따르면, "전문가들은 암초가 사라지면 기아, 빈곤, 정치적 불안정이 뒤따를 수 있다고 말한다." 수많은 바다 생물들이 은신처와 포식자들로부터 보호하기 위해 암초에 의존하기 때문에, 암초의 멸종은 궁극적으로 음식과 생계를 위해 물고기에 의존하는 많은 인간 사회로 흘러내릴 도미노 효과를 만들어낼 것이다. 지난 20년 동안 플로리다키스 제도에서만 44%가 감소했고, 카리브해에서만 80%가 감소했다.
산호초는 다양한 생태계 서비스를 제공하는데, 그 중 하나가 자연어업인데, 자주 소비되는 상업용 물고기가 열대 주변 산호초에서 새끼를 낳거나 생활하기 때문이다. 따라서 암초는 인기 있는 낚시터이며 어부, 특히 소규모 지역 어업에서 중요한 수입원이 된다. 산호초 서식지가 백화로 줄어들면서 암초 관련 어류 개체수도 감소해 어업 기회에 영향을 미친다. Speers 등의 한 연구에서 나온 모델은 인간 사회가 계속해서 높은 수준의 온실 가스를 배출할 경우 산호 덮개 감소로 인한 어업 직접 손실을 약 49–690억 달러로 계산했다. 그러나, 만약 사회가 대신 더 낮은 수준의 온실 가스를 배출하는 것을 선택한다면, 이러한 손실은 약 140억 – 200억 달러의 소비자 잉여 이익을 위해 줄어들 수 있다. 이러한 경제적 손실은 또한 중요한 정치적 함의를 가지고 있는데, 이는 산호초가 위치한 개발도상국, 즉 동남아시아와 인도양 주변으로 불균형적으로 떨어지기 때문이다. 생태관광과 같은 다른 생태계 서비스를 잃는 것뿐만 아니라 다른 수입원과 식량 공급원으로 눈을 돌릴 필요가 있기 때문에 이러한 지역의 국가들이 산호초 손실에 대응하려면 더 많은 비용이 들 것이다. Chen 등이 완료한 연구는 생태관광과 기타 잠재적 야외 레크리에이션 활동의 손실 때문에 산호 덮개가 1% 감소할 때마다 암초의 상업적 가치가 거의 4% 감소한다고 제안했다.
산호초는 또한 폭풍, 침식, 홍수로 인한 피해를 줄여주는 파도의 영향을 줄임으로써 해안선의 보호 장벽 역할을 한다. 이 자연 보호를 잃는 나라들은 폭풍의 증가된 가능성 때문에 더 많은 돈을 잃을 것이다. 이 간접 비용은 관광 수입 손실과 결합되어 엄청난 경제적 효과를 가져올 것이다.

### 해양 화학의 변화
이산화탄소 수치의 증가로 인한 해양 산성화의 증가는 열 스트레스의 표백 효과를 악화시킨다. 산화는 산호의 생존에 필수적인 석회질 골격을 만드는 능력에 영향을 미친다. 해양 산성화는 물 속의 탄산 이온의 양을 감소시켜 산호가 뼈대에 필요한 탄산칼슘을 흡수하기 어렵게 만들기 때문이다. 결과적으로, 암초의 복원력은 떨어지는 반면 암초가 침식되고 녹는 것은 더 쉬워진다. 또한 이산화탄소의 증가로 초식동물의 남획과 영양분화가 산호 우위 생태계를 조류 우위 생태계로 바꿀 수 있게 되었다. 지속 가능한 미래를 위한 앳킨슨 센터(Atkinson Center for a Sustainable Future)의 최근 연구는 산성화와 온도 상승의 조합으로, 산호가 50년 안에 생존하기에는 이산화탄소의 수치가 너무 높아질 수 있다는 것을 발견했다.

## 산호초 재건
산호의 사망률을 늦추기 위한 연구가 진행되고 있다. 산호초를 보충하고 복원하는 것을 돕기 위한 전세계적인 프로젝트들이 완료되고 있다. 현재 산호 복원 작업에는 미세 파편화, 산호 재배, 재배치가 포함된다. 산호의 개체수가 급격히 감소하고 있기 때문에 과학자들은 산호의 성장과 그들의 개체수를 보충하는 것을 돕기 위한 연구 탱크에서 실험을 하고 있다. 이 연구 탱크들은 바다의 산호초 자연 환경을 모방한다. 그들은 그들의 실험에 사용하기 위해 이 탱크에서 산호를 재배하고 있기 때문에 더 이상의 산호는 해를 입거나 바다에서 빼앗기지 않는다. 그들은 또한 성공적으로 성장한 산호를 연구 탱크에서 옮겨 암초가 소멸하고 있는 해양 지역에 이식하고 있다. 루스 게이츠(Ruth Gates)와 마델레인 반 오펜(Madelaine Van Oppen)에 의해 몇몇 산호 생장과 연구 탱크에서 실험이 이루어지고 있다. 그들은 현재 산호가 죽어가고 있는 환경적인 요인들 중 일부를 견딜 수 있는 "슈퍼 산호"를 만들기 위해 노력하고 있다. 반 오펜은 또한 산호와 공생 관계를 맺고 오랜 시간 동안 수온 변동을 견딜 수 있는 종류의 녹조 개발에 힘쓰고 있다. 이 프로젝트는 우리의 암초를 보충하는 데 도움이 될 수도 있지만, 연구 탱크에서 산호의 성장 과정은 매우 시간이 많이 걸린다. 산호가 번식할 수 있는 곳까지 충분히 자라고 성숙하려면 적어도 10년이 걸릴 수 있다. 2018년 10월 루스 게이츠가 사망한 후, 하와이 해양 생물학 연구소의 게이츠 코랄 연구소(Gates Coral Lab at the Hawai'i Institute of Marine Biology)에서 그녀의 팀은 복원 노력에 대한 연구를 계속하고 있다. 게이츠 코랄 연구소의 지속적인 연구 및 복원 노력은 유익한 돌연변이, 유전적 변이, 산호초의 복원력에 대한 인간의 지원을 통한 재배치의 영향에 초점을 맞추고 있다. 2019년 기준으로, 게이츠 산호 연구소 팀은 대규모 복원 기술이 효과적이지 않을 것이라고 결정했다; 개별적으로 산호초를 복원하려는 국지적인 노력은 더 현실적이고 효과적인 것으로 테스트되었고, 연구는 대규모 산호 파괴와 싸우기 위한 최선의 방법을 결정하기 위해 수행되었다.

### 해양 보호 구역
해양보호구역(Marine Protected Area, MPA)은 어업과 비관리 관광과 같은 인간의 활동으로부터 보호하기 위해 지정된 해양의 분할된 구역이다. NOAA에 따르면, MPA는 현재 미국 해역의 26%를 차지하고 있다. MPA는 미국에서 산호 표백의 효과를 개선하고 예방하기 위해 문서화되어 있다. 2018년, 카리브해의 산호 과학자들에 의한 연구는 정부에 의해 관리/보호된 해양 지역이 산호초가 번성할 수 있는 개선된 조건을 가지고 있다는 결론을 내렸다. MPA는 여러 종의 물고기가 번성하고 해초 밀도를 감소시켜 어린 산호 생물들이 더 쉽게 자라고 개체 수/강도가 증가하도록 하는 남획으로부터 생태계를 보호한다. 이 연구에서, MPA의 보호로 인해 산호 개체수가 62% 증가한 것으로 기록되었다. 어린 산호의 개체수가 많아지면 암초의 수명이 길어질 뿐만 아니라 극단적인 백화 현상으로부터 회복하는 능력도 증가한다.

### 산호의 영향과 산호 백화에 대한 해결책
퇴적물, 도시 개발의 지속적인 지원, 토지 변화, 관광 증가, 처리되지 않은 하수, 오염을 포함하여 국지적으로 산호 백화에 영향을 미치는 많은 스트레스 요인이 있다. 예를 들어, 관광업을 늘리는 것은 한 나라에 좋지만, 그것은 또한 비용을 수반한다. 예를 들어 도미니카 공화국은 관광객을 유치하기 위해 산호초에 크게 의존하고 있으며 이로 인해 구조적인 피해, 어업 과잉, 영양소 오염, 그리고 산호초에 대한 질병의 증가를 초래하고 있다. 그 결과 도미니카 공화국은 생태관광을 규제하기 위해 육지와 해양지역에 대한 지속 가능한 관리 계획을 시행했다. 

## 같이 보기
- 갯녹음